# Abudefduf sexfasciatus

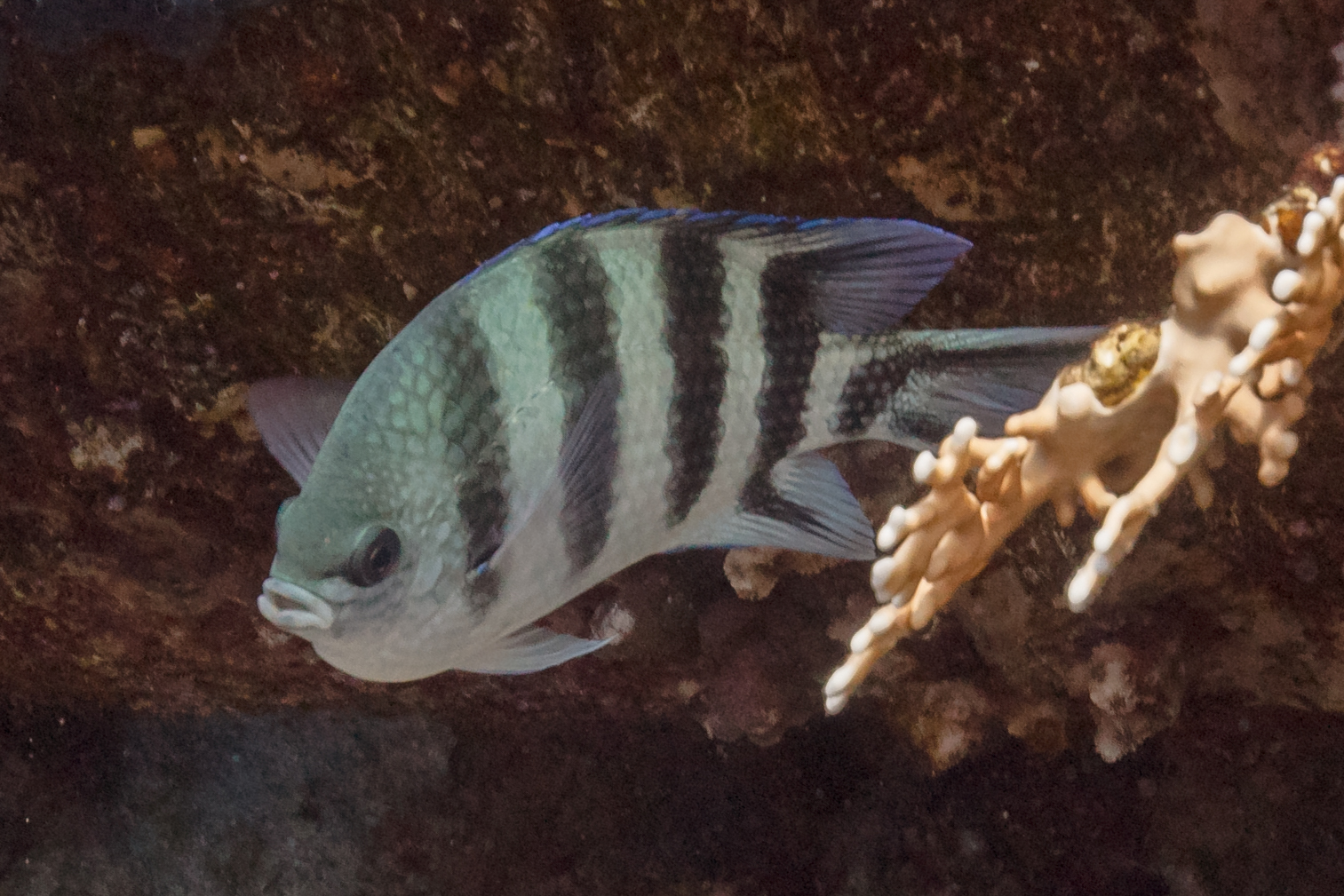
Ejemplar en el mar Rojo.

Abudefduf sexfasciatus es una especie de peces de la familia Pomacentridae en el orden de los Perciformes.

## Morfología
Los machos pueden llegar alcanzar los 16 cm de longitud total.

## Hábitat
Es un pez de mar.

## Distribución geográfica
Se encuentra desde el Mar Rojo hasta Pinda (Mozambique), las Tuamotu y el sur del Japón.